# Sacrificio (album)
Sacrificio è il settimo album in studio del gruppo musicale italiano Equipe 84, pubblicato nel 1974.

## Il disco
Il gruppo è assistito in questo album dal batterista Paolo Siani della Nuova Idea.
All'interno della copertina dell'album fu inserita una litografia acquarellata realizzata nel 1974 dal pittore bergamasco Gianluigi Verdi, in edizione numerata e firmata in originale dall'artista.

## Tracce
Lato A
1. ...e Lucifero disse – 3:57 (Maurizio Vandelli)
2. Sacrificio (Gli Dei) – 5:06 (Maurizio Vandelli)
3. La montagna sacra – 6:36 (Maurizio Vandelli, Ricky Belloni)
4. Porte chiuse – 4:51 (Maurizio Vandelli, Guaira)
5. Un cavallo... un amore – 2:13 (Maurizio Vandelli, Ricky Belloni)

Lato B
1. Mercante senza fiori – 3:49 (Angelo De Luca, Gianni D'Errico, Maurizio Vandelli)
2. Se c'è – 5:45 (Maurizio Vandelli)
3. Risvegliarsi un mattino – 5:37 (Maurizio Vandelli)
4. L'attore – 3:10 (Victor Sogliani, Maurizio Vandelli)
5. Dicono... – 5:43 (Maurizio Vandelli)

## Formazione
Gruppo
- Maurizio Vandelli - chitarra, sintetizzatore, organo Hammond, voce
- Thomas Gagliardone - pianoforte, tastiere, voce
- Victor Sogliani - basso, voce
- Alfio Cantarella - batteria

Altri musicisti
- Paolo Siani - percussioni
- Alberto Camerini - chitarra
- Lella - voce, pianoforte
- Ricky Belloni - chitarra
- Guido Guglielminetti - basso
- Hugo Heredia - sax, flauto
- Lalla Francia, Gianni D'Errico, Gianni Faré - cori